# JEEP (曲)
「JEEP」（ジープ）は、日本のシンガーソングライターである長渕剛の23枚目のシングル。
アルバム『JEEP』（1990年）からの先行シングル。
オリコンチャートでは最高位2位となり、これにより「とんぼ」（1988年）、「激愛」（1989年）、「しょっぱい三日月の夜」（1989年）と続いていた連続1位獲得記録が本作で途絶える事となった。
前述の3作は全てタイアップ曲となっていたが、本作はノンタイアップとなっている。

## 音楽性
歌詞の内容は、JEEPに乗ってドライブをしながら過去の後悔と未来への決意を綴ったものとなっている。また、サビ以外のフレーズが、ラップのような韻を踏んだ歌詞になっている。全編アコースティック・ギターがメインとなり、バックにわずかにシンセサイザーが使用されている。また、ドラムス、ベースは使用されていない。
音楽情報サイト『CDジャーナル』では、「。スリー・フィンガー奏法によるアコギの小気味よいサウンドと2声でハモるメロディ・ラインが特徴的」、「サーフ・ミュージック風のフォーキーなサウンドをバックに、喧噪から離れてジープで湾岸道路を西に走らせる男の悲しみとやるせなさを歌う」と表記されている。

## リリース
1990年7月25日に東芝EMIのエキスプレスレーベルよりリリースされた。アルバム『JEEP』（1990年）からの先行シングルとなっている。
カップリング曲の「女よ、ごめん」は、後にアルバム『JEEP』に「女よ、GOMEN」として収録されているが、アレンジやメロディーが異なるものとなっている。シングルバージョンではアコースティック・ギターによる弾き語り演奏になっているが、アルバムバージョンではバンド演奏になっている。

## 批評
| 専門評論家によるレビュー | 専門評論家によるレビュー |
| レビュー・スコア         | レビュー・スコア         |
| 出典                     | 評価                     |
| ------------------------ | ------------------------ |
| CDジャーナル             | 肯定的                   |

音楽情報サイト『CDジャーナル』では、「早朝の海辺でひとり物思いにふける歌。（中略）具体的な情景描写と次第にポジティヴになっていく心境の変化が実にリアル」、「夜明けの海を見て、勇気と活力を得た心情を、自分を納得させるように歌いかける」と評されている。

## チャート成績
オリコンチャートでは最高位2位、登場回数15回となり、売り上げ枚数は29.6万枚となった。
前作「しょっぱい三日月の夜」（1989年）までシングル3作品連続でオリコンチャート1位を獲得していたが、この曲は2位止まりとなった。また、前3作品はすべてタイアップ付きであったが、この作品はノンタイアップとなった。

## ライブ・パフォーマンス
本曲でのテレビ出演は、1990年7月25日にフジテレビ系音楽番組『夜のヒットスタジオSUPER』（1989年 - 1990年）にて「巡恋歌」、「カラス」と共に演奏された。
2002年6月21日には日本テレビ系音楽番組『FUN』（1998年 - 2004年）に出演し本曲と「静かなるアフガン」を演奏している。
本曲は2000年代に入ってからライブでの演奏率が高くなり、2002年のライブイベント「Live Only 2x2 -an unplugged-」、2002年のライブイベント「YOKOHAMA Stadium Live 2002.9.7」、2003年のライブツアー「Live 2003 Keep on Fighting」、2005年のライブツアー「Live 2005 YAMATO」、2007年のライブツアー「LADY'S NIGHT 2007 -Acoustic-」、2009年のライブツアー「Tsuyoshi Nagabuchi Acoustic Live 30th Anniversary」、2010年のライブツアー「TSUYOSHI NAGABUCHI ARENA TOUR 2010 - 2011 "TRY AGAIN"」、2014年のライブツアー「TSUYOSHI NAGABUCHI ARENA TOUR 2014 ALL TIME BEST」、2015年のライブツアー「HALL TOUR 2015 "ROAD TO FUJI"」、2016年のライブツアー「THANK YOU ACOUSTIC TOUR 2016 FOR FANCLUB MEMBERS」、2017年のライブイベント「TSUYOSHI NAGABUCHI NEW ALBUM「BLACK TRAIN」ONE NIGHT PREMIUM LIVE AT 日本武道館」などで演奏されている。

## カバー
- DJ MAKIDAI (from EXILE) feat.RATHER UNIQUE - 『Hey ANIKI!』（2004年）

## シングル収録曲
| 全作詞・作曲: 長渕剛。 |                  |           |            |                  |      |
| #                      | タイトル         | 作詞      | 作曲・編曲 | 編曲             | 時間 |
| 1.                     | 「JEEP」         | 長渕剛    | 長渕剛     | 長渕剛、瀬尾一三 | 3:40 |
| 2.                     | 「女よ、ごめん」 | 長渕剛    | 長渕剛     | 長渕剛           | 4:36 |
| 合計時間:              | 合計時間:        | 合計時間: | 8:16       |                  |      |

## スタッフ・クレジット

### 参加ミュージシャン
- 長渕剛 - アコースティック・ギター
- 中西康晴 - キーボード
- 中山信彦 - オペレーター

### スタッフ
- 長渕剛 - プロデュース
- 石塚良一 (Z's) - レコーディング・エンジニア、ミックス・エンジニア
- 堀江俊一郎（東芝EMI） - A&Rディレクター
- 後藤由多加（ユイ音楽工房） - エグゼクティブ・プロデューサー
- 森田秀美（オフィス・レン） - エグゼクティブ・プロデューサー
- 川上源一（ヤマハ音楽振興会） - エグゼクティブ・プロデューサー

## 楽曲の収録作品
スタジオ音源
- 『JEEP』（1990年）
- 『SINGLES Vol.3 (1988〜1996)』（1997年）
- 『BEST〜風〜』（2002年）
- 『YAMATO』（2005年）
- 『Tsuyoshi Nagabuchi All Time Best 2014 傷つき打ちのめされても、長渕剛。』（2014年）

ライブ映像
- 『LIVE ONLY 2×2 an unplugged』（2000年）
- 『30th Anniversary BOX from TSUYOSHI NAGABUCHI PREMIUM』（2010年）